# Glasgow

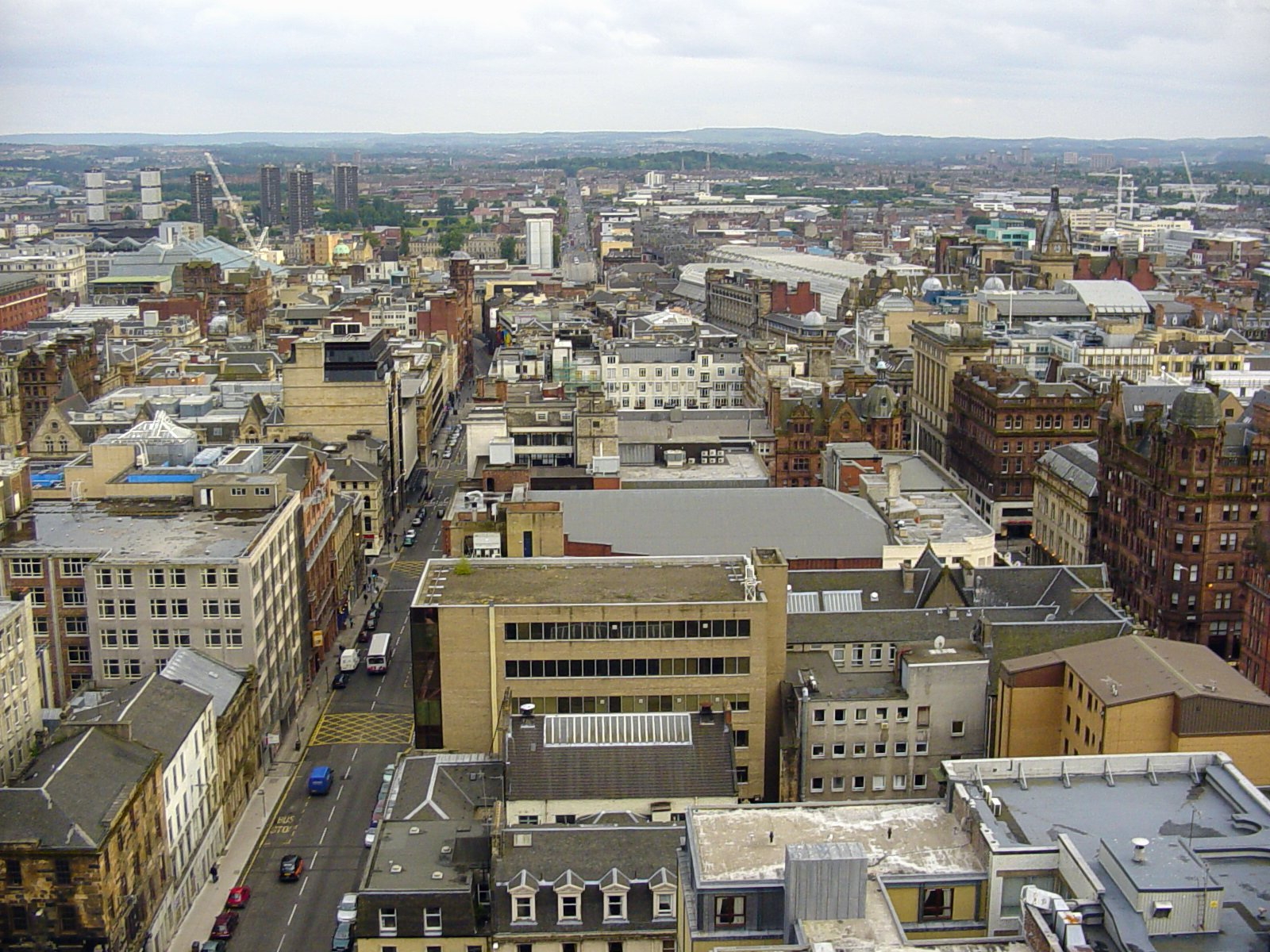
Városkép a belvárostól déli irányba

Glasgow (scots nyelven: Glesga, skót gael nyelven: Glaschu) Skócia legnagyobb városa, egyben az Egyesült Királyság harmadik legnépesebb városa. Nevének jelentése gael nyelven: „zöld hely”. A teljes néven ismert Glasgow City Skócia 32 egységes fennhatóságú területe közül a legnépesebb. A Clyde folyó mentén, a skót alföld közép-nyugati részén helyezkedik el. A glasgowiak Glaswegian néven ismertek, s a helyi nyelvjárásnak is ez a neve.

## Éghajlata
| Hónap                                                          | Jan.  | Feb. | Már. | Ápr. | Máj. | Jún. | Júl. | Aug. | Szep. | Okt. | Nov. | Dec.  | Év    |
| -------------------------------------------------------------- | ----- | ---- | ---- | ---- | ---- | ---- | ---- | ---- | ----- | ---- | ---- | ----- | ----- |
| Rekord max. hőmérséklet (°C)                                   | 13,5  | 14,4 | 17,2 | 24,4 | 26,5 | 29,6 | 30,0 | 31,0 | 26,7  | 22,8 | 17,7 | 14,1  | 31,0  |
| Átlagos max. hőmérséklet (°C)                                  | 6,9   | 7,4  | 9,6  | 12,6 | 15,9 | 18,1 | 19,7 | 19,2 | 16,4  | 12,7 | 9,4  | 6,9   | 12,9  |
| Átlagos min. hőmérséklet (°C)                                  | 1,8   | 1,8  | 3,0  | 4,8  | 7,3  | 10,1 | 12,0 | 11,7 | 9,7   | 6,7  | 4,0  | 1,7   | 6,2   |
| Rekord min. hőmérséklet (°C)                                   | −14,8 | −7,5 | −8,3 | −4,4 | −1,1 | 1,5  | 3,9  | 2,2  | −0,2  | −3,5 | −6,8 | −14,5 | −14,8 |
| Átl. csapadékmennyiség (mm)                                    | 148   | 105  | 112  | 64   | 68   | 66   | 73   | 93   | 113   | 143  | 126  | 135   | 1245  |
| Havi napsütéses órák száma                                     | 38    | 67   | 99   | 135  | 180  | 159  | 154  | 147  | 115   | 85   | 54   | 33    | 1265  |
| Forrás: Met Office , KNMI/Royal Dutch Meteorological Institute |       |      |      |      |      |      |      |      |       |      |      |       |       |

## Népesség
| Lakosok száma | 1 088 000 | 681 000 | 579 000 | 598 830 | 612 040 | 621 020 | 626 410 | 635 640 |
|               | 1931      | 1991    | 2001    | 2011    | 2016    | 2017    | 2018    | 2020    |

## Építészet
A város 1999-ben elnyerte a City of Architecture and Design elnevezést. Glasgow legelismertebb tervezője volt a huszadik század elején élt Charles Rennie Mackintosh, aki a több tűzvészt is átélt Glasgow School of Art épületét is tervezte.

## Sport
A város két fő labdarúgócsapata a Celtic és a Rangers, melyeknek vallási és politikai vonatkozásuk is van. A Celtic FC-t ír katolikus bevándorlók alapították 1887-ben. A Rangers FC-t 1873-ban alapították, és a mai napig protestáns, unionista csapatként ismerik. Az egész skót labdarúgást e két csapat rivalizálása jellemezte az elmúlt bő évszázadban.
| Klub               | Alapítás | Bajnokság             | Pálya           | Befogadóképesség |
| ------------------ | -------- | --------------------- | --------------- | ---------------- |
| Celtic FC          | 1888     | Scottish Premiership  | Celtic Park     | 60 411           |
| Rangers FC         | 1872     | Scottish Premiership  | Ibrox Stadium   | 50 947           |
| Partick Thistle FC | 1876     | Scottish Championship | Firhill Stadium | 10 102           |
| Queen's Park FC    | 1867     | Scottish League Two   | Hampden Park    | 51 866           |

## Közlekedés
A buszközlekedés kiváló, bár a jegyek kicsit kaotikusak, de a végére kiismerhetőek. A buszon lehet a vezetőnél jegyet kapni (egy útra, oda-vissza útra, és napijegy) de a perselybe "fillérre" annyit kell dobni, mert nem tudnak visszaadni. Az egy útra szóló 1,30, a retúr 1,7 a napi 3,4 font. A retúrjegynél visszafelé fel kell mutatni a jegyet. A külső reptér (Prestwick) 45 km-re van a belvárostól, a vonaton lehet Glasgow felé jegyet venni (8,5 font a kedvezményes 2 felnőtt és egy gyerek) de fel kell mutatni a repülőjegyet, így 50% a kedvezmény. Vasárnap a vonatok csak 8-tól közlekednek, a taxi 35-55 fontért visz ki. Edinburgh-ban vagy a központi pályaudvarról lehet menni a londoni vonatokkal, de egyszerűbb a helyiérdekű pályaudvarról (George Square mellett Queen Street pályaudvar) menni, onnan 1/4 óránként indulnak a vonatok.
A városban metró is közlekedik.

## Látnivalók
A George Square-en található a városi információs iroda, ahol egynapos Loch Ness-i kirándulásra is be lehet fizetni.
A városi múzeum, a közlekedési múzeum és az egyetem egy környéken van, belépőt nem kell fizetni, adomány adható.
A varos nyugati részén, az úgynevezett West Enden található a Kelvingrove Art Gallery, ami a legnagyobb látogatottságú ingyenes látványosság Skóciában, kb. 1,5 millió látogatóval évente. Nem messze innen van a közlekedési múzeum, szintén ingyenes,  sok érdekes, különleges jármű van itt, többek között egy Trabant is.
A Great Western Road és a Byres Road találkozásánál találjuk a botanikus kertet, ez is ingyenes. Az óriási üvegházban rengeteg különféle növényt gyűjtöttek a világ minden részéből.

## Híres személyek
- John Barrowman, színész
- Jennifer Beattie, labdarúgó
- Maggie Bell, énekes
- Belle & Sebastian, együttes
- Gordon Brown, politikus
- Jack Bruce, zenész
- Peter Capaldi, színész
- Robert Carlyle, színész
- Chvrches, együttes
- Robbie Coltrane, színész
- Billy Connolly, komikus
- Kenny Dalglish, labdarúgó
- Donald Dewar, politikus
- Tommy Docherty, labdarúgó
- Sir Alex Ferguson, labdarúgó edző
- Barry Ferguson, labdarúgó
- Bill Forsyth, rendező
- Laura Fraser, színésznő
- Mark Knopfler, zenész
- Alan Hutton, labdarúgó
- Alexander Watson Hutton, tanár, edző (az argentin labdarúgás atyja)
- Jimmy Johnstone, labdarúgó
- Ronald David Laing, pszichiáter
- Bonar Law, politikus
- Sir John A. Macdonald, politikus
- Charles Rennie Mackintosh, építész
- James McAvoy, színész
- David McCallum, színész
- Rory McCann, színész
- James McFadden, labdarúgó
- Danny McGrain, labdarúgó
- Mogwai, együttes
- Grant Morrison, képregény író
- Maggie Reilly, énekes
- Primal Scream, együttes
- Simple Minds, együttes
- William Ramsay, Nobel-díjas kémikus
- Andrew Robertson, labdarúgó
- John Scott Russell, matematikus
- Robert Snodgrass, labdarúgó
- Jimmy Somerville, énekes
- Sharleen Spiteri, énekes
- Nicola Sturgeon,  politikus
- Teenage Fanclub, együttes
- Wet Wet Wet, együttes
- Angus Young, zenész
- Malcolm Young, zenész